# 薈鳴

薈鳴（英語：PHOENEXT）位於香港九龍黃大仙鳴鳳街28號，是一個私人商住發展項目。由宏安地產發展，提供230伙住宅單位，當中20伙為特色單位。標準住宅單位實用面積200至375平方呎，示範單位設於九龍尖沙咀天文臺道8號1樓。

## 歷史
項目位於黃大仙竹園鳳凰新村鳴鳳街26至48號，原本為8幢樓齡58年至62年、6至8層高的商住大廈，於2021年8月27日以強制拍賣形式及在無競爭對手下，以底價8.05億元投得。地盤面積合共約9,630平方呎，以地積比率約8倍計算，可建樓面面積達7.68萬平方呎。項目預料提供230伙住宅單位及基座附有商舖，總投資額約13億元，預計於2025年落成。

## 命名
薈鳴取自黃大仙鳴鳳街的中文名字，該區多條街道同時與神獸鳳凰有關，包括雙鳳街、翠鳳街、龍鳳街及飛鳳街。而PHOENEXT中的NEXT，意味市區重建為該區帶來新機遇和發展，因此融合鳳凰的英文名字當中。

## 住宅銷售
項目於2024年1月2日發布售樓說明書，為2024年首個根據一手物業銷售條例推出的住宅項目。並於2024年1月4日發布首張價單 - 價單第1號，當中涉及50伙單位，經折扣後售價由$338.8萬至$577.4萬。其後2024年1月13日進行首輪銷售，即日售出96伙，佔當日可銷售單位165伙中的58%，為2023年8月長實油塘親海駅後市區銷售表現最佳住宅項目。
2025年3月3日，項目錄得一名投資者以$4,800萬連購10伙，當中包括8伙1房及2伙開放式單位，為項目最大單一買家成交紀錄。

## 特殊付款計劃
項目2024年1月時推出發布首張價單，推出「置業階梯共享付款計劃」供公屋住戶、2023年資助出售房屋申請者及市區更新受影響住戶使用，同時獲得額外6%的「置業階梯共享折扣」。
2024年12月，項目公佈共售出150伙，當中78伙使用「置業階梯共享付款計劃」，佔已售單位52%。同時再推出「富戶置其屋付款計劃」供繳交雙倍租金或遭房署發出遷出令的公屋住戶使用，使用該付款計劃買家額外獲得特恵搬遷現金津貼$68,000。

## 租務回報
2025年5月，項目錄得首宗租務成交紀錄，低層K單位以月租$14,500(呎租$60)，租務回報率約為4.4%。

## 交通
港鐵 █  觀塘綫：黃大仙站E出口（步行約4分鐘）
港鐵 █  觀塘綫、 █  屯馬綫：鐨石山站A1出口（步行約10分鐘）

## 附近屋苑
匯豪山、鑽嶺、新光中心、豪苑、現崇山